# Undertale
Undertale je RPG videohra, kterou vytvořil americký vývojář Toby Fox. Byla vydána 15. září 2015 na Microsoft Windows a OS X. Později byla upravena pro další platformy, a to 17. července 2016 pro Linux, 15. srpna 2017 pro PlayStation 4 a PlayStation Vita, 18. září 2018 pro Nintendo Switch a 16. března 2021 pro Xbox. Hra byla oceněna za nezvyklý bojový systém, hudbu, originalitu, příběh, dialogy a charaktery postav. Bylo prodáno již přes dva miliony kopií a hra byla nominována pro různá ocenění.

## Hratelnost
Kamera v Undertale je v perspektivě seshora. Ve hře ovládáte dítě a pomocí něho procházíte svět, interagujete s postavami a plníte různé hádanky. Jedna z hlavních zajímavostí na Undertale je bojový systém ve stylu bullet hell. Jste v malém čtverci, pohybujete se a snažíte se vyhýbat soupeřovým střelám. Vždy když přijde na váš tah, můžete na něj zaútočit, interagovat, použít předmět a nebo se pokusit o odpuštění, čímž by byl souboj u konce bez zabíjení soupeře. Při běžném útočení musíte se soupeři bojovat, až zemře, dostanete EXP (akronym pro execution points = popravní body) a zlato. Když hráč nasbírá dost EXP, jeho LOVE (akronym pro level of violence = úroveň násilí) se zvýší. Při soubojích s vámi nepřítel vždy vede dialog, díky čemuž můžete přijít na to, jak s ním správně interagovat. Po několika správně zvolených činnostech v sekci interakce je vám umožněno zvolit možnost "odpustit", čímž dosáhnete ukončení souboje aniž byste soupeře zabili.

## Příběh
"Velmi dávno, dvě rasy vládly Zemi, monstra a lidé. Jednoho dne se mezi rasami rozpoutala válka. Po dlouhém souboji lidé zvítězili. Zapečetili monstra pod zemí pomocí mocného kouzla."
Mnoho let po válce mezi lidmi a monstry roku 201X vyleze na horu Ebott lidské dítě. Říka se, že ti co tam vyšplhají se již nikdy nevrátí. Dítě spatří velkou propast, ke které se přijde podívat. Zakopne a zřítí se dolů, kde se probere v podzemí. Tímto začíná příběh hry.
Potkáváme se s květinou zvanou Flowey, jenž nám vysvětlí základní mechaniku hry. Povzbuzuje nás abychom zvyšovali naše „LV“, „LOVE“ a „EXP“ skrze zabíjení monster. Potom nás se slovy „v tomto světě je to zabij nebo buď zabit“ napadne. Zachrání nás Toriel, která nám naopak ukáže jak spory s monstry urovnat bez použití násilí a jak řešit hádanky, které jsou na nás nachystané. Nechce nás nechat opustit její domov, aby nás mohla ochránit před monstry a králem Asgorem, který všechny příchozí lidi zabije.
Abychom postoupili ve hře, musíme s ní bojovat a po jejím poražení můžeme jít dále a je jen na nás jakým stylem se rozhodneme s monstry jednat. Zda je zabít všechny, některé nebo žádné. Na našich rozhodnutích závisí vývoj hry, dialogy postav a též konec.

#### True pacifist route
Hráč nesmí zabít jediného nepřítele a musí se spřátelit s hlavními postavami z řad monster. Též projít skrytou částí hry zvanou True Lab. Díky tomu se hráč i společně s monstry dostanou na povrch a příběh končí šťastně. Tohoto konce nejde dosáhnout v úplně prvním kole hry. 

#### Genocide route
Hráč musí v každé oblasti zabít všechny nepřátele. Některé postavy tak nebudou přítomny a někteří bossové budou mít silnější formu. Kvůli svému zásahu do časoprostorového kontinua se hráč na konci setká s Charou, prvním člověkem, který se dostal do podzemí. Další konce hry v příštích průchodech budou pozměněné. Hra se dá resetovat, aby se zase dala normálně hrát skrz manipulaci se soubory hry.